# Bratislavski dvorac
Bratislavski dvorac (slovački: Bratislavský hrad) nalazi se na brežuljku na zapadnoj strani središta glavnoga grada Slovačke. 
Ima utjecaje iz razdoblja gotike, renesanse i baroka. 
Još od kamenog doba, brežuljak je bilo utvrđen. Kasnije su ovdje boravili Kelti, Rimljani i Slaveni. U 9. stoljeću, podignut je kameni dvorac. Sadašnji izgled potječe iz 15. stoljeća.
Zadnju veliku rekonstrukciju u baroknom stilu vrši Marija Terezija u 18. stoljeću kada se glavni grad Mađarske vratio u Budimpeštu. Nakon toga dvorac postaje sjemenište, a kasnije se ovdje nalazi vojarna. Godine 1811. krivnjom pijanih austrijskih vojnika, dvorac zahvaća veliki požar i od njega ostaju samo ruševine. Komunisti ga renoviraju u razdoblju od 1956. do 1968. Danas se u njemu nalaze uredi Vlade, a na trećem katu je dio Slovačkog narodnog muzeja, gdje je izloženo oružje, namještaj i predmeti iz folklorne baštine.